# Gellerup
 (mai 2024).
Gellerup, situé dans le district de Brabrand, est un quartier intégré à la ville d'Aarhus, au Danemark. Historiquement, Gellerup était une banlieue distincte, mais elle a depuis été entièrement intégrée à la structure urbaine d’Aarhus. Le quartier est notable pour sa diversité de caractéristiques, comprenant des éléments naturels remarquables, des zones résidentielles composées de maisons individuelles, des structures résidentielles de grande hauteur, ainsi qu’une zone industrielle.
Gellerup est également un terme utilisé pour désigner une vaste zone résidentielle ainsi qu’un projet de logement, connu sous le nom de « Plan Gellerup » (en danois : Gellerupplanen), qui se situe dans le même quartier. Ce projet comprend plusieurs sous-quartiers, dont Toveshøj et le Parc Gellerup (en danois : Gellerupparken). 

## Le plan Gellerup

### Histoire
En réponse à la crise du logement qui a surgi à la fin des années 1960, la Coopérative de Logement de Brabrand a lancé et financé le Plan Gellerup. Ce projet a été conçu par les architectes Knud Blach Petersen et Mogens Harbo, dont les travaux ont été influencés par les principes fonctionnalistes de Le Corbusier. La construction du Plan Gellerup s’est déroulée entre 1968 et 1972, aboutissant à la création de 2 448 appartements répartis entre deux secteurs adjacents, Gellerupparken et Toveshøj, qui comptent respectivement 1 824 et 624 appartements,.
Malgré le fait que les immeubles soient majoritairement constitués d’appartements en béton de grande hauteur, construits à partir de dalles de béton préfabriquées, le Plan Gellerup se distingue par sa valeur architecturale unique. Il s’agit du plus grand projet de logement au Danemark, hébergeant environ 8 000 résidents. Cependant, il est à noter que le projet initial prévoyait d’accueillir plus du double de ce nombre, avec une capacité de 6 000 appartements.
Le Plan Gellerup, situé à Aarhus, au Danemark, est caractérisé par ses appartements individuels de grande taille, séparés par des espaces ouverts. Chaque appartement est doté d’équipements modernes, dont des salles de bains (certaines unités en possèdent deux) et un système de chauffage central. Ce dernier fonctionne grâce à la circulation d’eau chaude, alimentée par l’énergie produite par l’usine locale d’incinération des déchets. Un système de tubes spéciaux permet la collecte quotidienne des déchets dans chaque appartement. Ces caractéristiques, considérées comme luxueuses, ont marqué un tournant dans le mode de vie de la majorité des citoyens d’Aarhus au début des années 1960.

### Activités commerciales
Le Centre Gellerup a initialement généré d’importants bénéfices, mais une partie de ceux-ci a été investie de manière imprudente, et d’autres éléments communautaires des projets de logement, tels que la piscine, ont connu moins de succès. Finalement, la coopérative a vendu ses parts et le Centre Gellerup a fait faillite en 1976. La compagnie d’assurance Baltica a acquis le Centre Gellerup pour 125,7 millions de couronnes et a rénové le bâtiment en 1980. Le nom du centre commercial a alors été changé pour City Vest. Aujourd’hui, City Vest est la propriété de Danica Pension et est géré par la société norvégienne de centres commerciaux Steen & Strøm,.
Bazar Vest est un bazar situé dans la partie nord du Plan Gellerup, propriété de l’entreprise de construction danoise Olav de Linde et développé par celle-ci. Les boutiques du bazar sont principalement louées par des immigrants. En 2006, Bazar Vest a remporté le prix ‘Erhvervslivets Ridderkors’ , pour ses efforts et ses succès en matière d'enculturation. À la suite d'une expansion de 9 000 m² en 2009, le bazar abrite désormais environ 110 stands. Selon le site web de Bazar Vest, le bazar accueille environ 30 000 visiteurs chaque semaine (dont 10 000 le week-end).

### Lieux de culte
La Mosquée Grimhøj (Grimhøjmoskeen en danois) est un édifice religieux situé dans le quartier de Gellerup. Les imams de cette mosquée ont été à l’origine de plusieurs controverses. Ils ont notamment prôné que l’infidélité devrait être punie par la lapidation ou le fouet, en accord avec la charia. En été 2014, un imam de la Mosquée Grimhøj, Abdallah Khalid Ismail (également connu sous le nom d’Abu Bilal), a prononcé lors d’une prière du vendredi (Jumu'ah) dans une mosquée de Berlin, une demande à Dieu de détruire tous les “juifs sionistes”. Cette prière, qui a été filmée, a conduit les autorités allemandes à condamner l’imam Abu Bilal pour discours de haine et à lui infliger une amende de 10 000 € (soit environ 75 000 DKK).
Les imams et l’ancien président de la mosquée, Oussama El-Saadi, ont également exprimé leur sympathie pour l’État islamique en Irak et au Levant dans plusieurs médias danois, y compris dans un documentaire de DR TV en 2014. En 2014, les autorités policières régionales (Østjyllands Politi en danois) ont découvert que sur les 27 personnes qui avaient voyagé depuis la région de Gellerup pour participer à la guerre en Syrie et en Irak, 22 étaient des visiteurs de la Mosquée Grimhøj. En 2015, des responsables politiques ont demandé la fermeture de la mosquée. À la suite des critiques du public, la mosquée a modifié sa politique, déconseillant désormais aux fidèles de participer à une guerre où des musulmans combattent d’autres musulmans. Les autorités danoises ont attribué à la mosquée une part du mérite de la baisse du recrutement pour la guerre.
En 2016, des journalistes ont effectué une visite clandestine de la mosquée, munis d’une caméra cachée. Lors de cette visite, ils ont enregistré l’imam Abou Bilal prêchant que les femmes infidèles à leur mari devraient être punies par la lapidation ou le fouet, et que les infidèles (c’est-à-dire ceux qui ne respectaient pas le jeûne du Ramadan) devraient être mis à mort. Ces déclarations ont suscité une vive controverse.
Depuis plusieurs années, diverses organisations, notamment musulmanes, œuvrent à l’établissement d’une mosquée à Gellerup,,. Ce projet en est toujours au stade de la planification et de la collecte de fonds. Il a suscité des débats et des manifestations, tant en faveur qu’en opposition, à Aarhus et dans l’ensemble du Danemark,.
En 2017, les responsables communautaires de la Mosquée Grimhøj ont joué un rôle de médiation entre les gangs criminels de Brabrand, basés à Gellerupparken, et Loyal To Familia, qui opère depuis la région de Bispeparken. Les responsables ont accepté ce rôle de médiateur, car les membres des gangs et leurs parents respectaient la mosquée. De plus, les parents avaient exprimé leur préoccupation quant à la possibilité de perdre leurs enfants à cause de l’implication de ces derniers dans les activités des gangs. Cette initiative a été un exemple de l’engagement de la mosquée envers la communauté locale et son désir de promouvoir la paix et la stabilité au sein de celle-ci[réf. nécessaire].

### Dégradation
Gellerupparken est actuellement reconnu comme le quartier le plus défavorisé du Danemark, avec la plus forte densité d’immigrants dans le pays (88% des résidents). Au cours des deux dernières décennies, le Plan Gellerup a été le théâtre de nombreuses tensions sociales, culturelles, politiques, religieuses et ethniques. Il est désormais officiellement classé comme une “zone résidentielle particulièrement vulnérable”. Les autorités danoises ont établi une liste de quartiers désignés comme “ghettos”, basée sur cinq critères : la pauvreté, l’éducation, la proportion de migrants non occidentaux, le taux de chômage et le casier judiciaire,. Gellerupparken figure sur cette liste en raison de ces facteurs.

#### Criminalité
Le Plan Gellerup, ainsi que le quartier de Gellerup, sont réputés pour leur taux de criminalité élevé et leurs problèmes sociaux. En conséquence, une unité de police spéciale a été affectée à cette zone. De plus, plusieurs projets sociaux, ont été mis en place dans le but d’atténuer ces problèmes et d’améliorer la qualité de vie des résidents. Ces initiatives témoignent de l’engagement continu des autorités locales et des organisations communautaires à résoudre les défis auxquels est confrontée cette région.
Au début de l’année 2007, une station-service locale de la marque Shell a dû cesser ses activités après avoir été confrontée pendant plusieurs années à divers problèmes. Parmi ceux-ci, on compte notamment des vols répétés ainsi que des agressions envers le personnel et les clients. 
Au milieu du mois de février 2008, une vague d’incendies criminels a éclaté, avec une moyenne de vingt incendies par jour dans la banlieue ouest. Ces incidents comprenaient le lancement de pétards sur la circulation depuis une passerelle surélevée, ainsi que l’incendie de bennes à ordures et de voitures. En octobre 2008, une école maternelle locale a été délibérément incendiée par un groupe d’enfants, entraînant la destruction de biens d’une valeur estimée à 7 millions de couronnes. À la suite de deux procès, deux familles des garçons responsables de l’incendie ont été expulsées de la région de Gellerup en 2010.
Exemples plus récents :

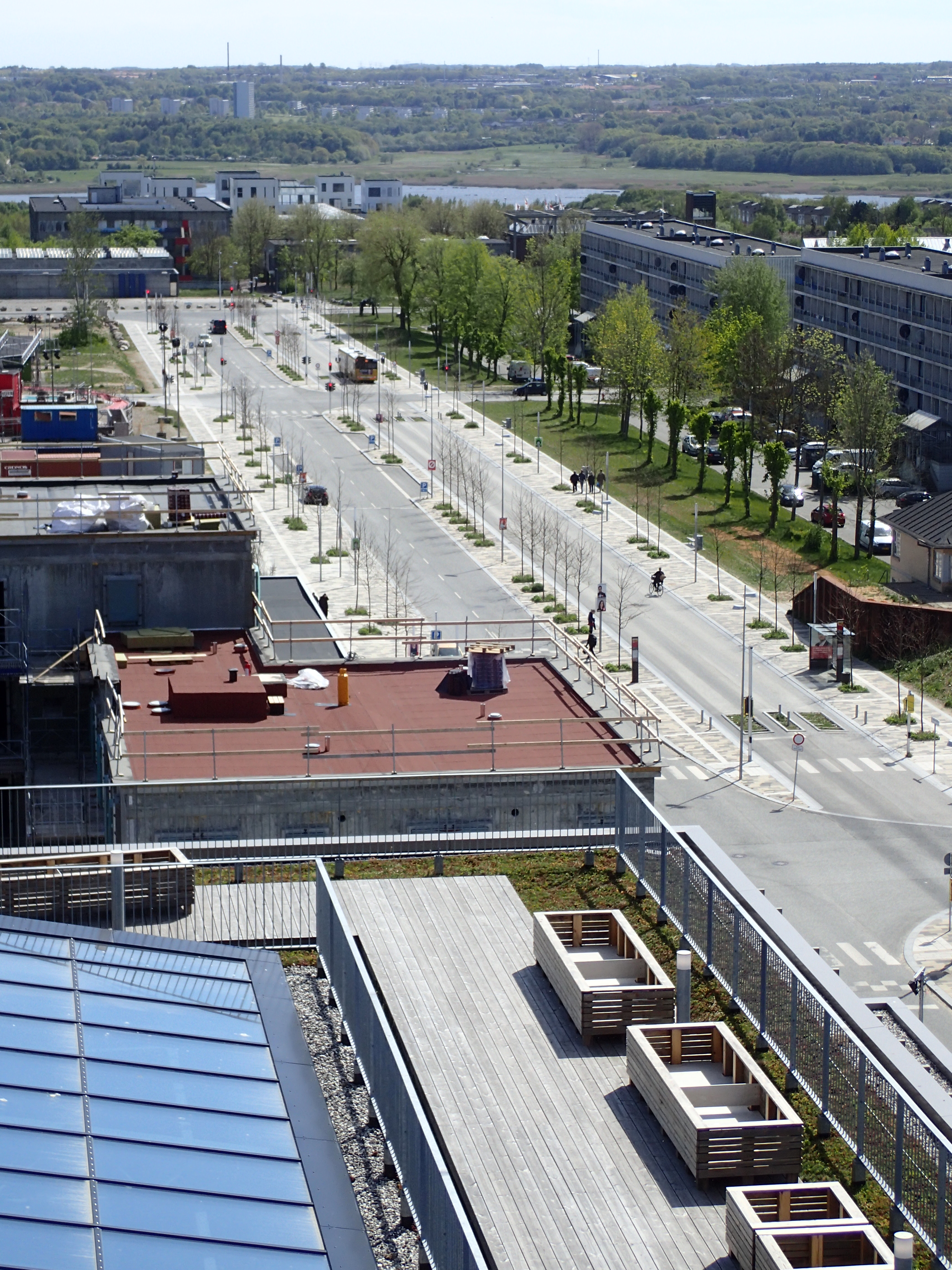
Un nouveau boulevard, dans le cadre du Masterplan de renouveau

- Agression et cambriolages au dortoir local Hejredal en 2011[27].

- Il y a eu une fusillade à Bazar Vest en janvier 2013[28].

En avril 2013, la division natation d'AGF a suspendu ses activités à la piscine de Gellerup pendant deux semaines. Cette décision a été prise en réponse à une série d’incidents impliquant du vandalisme, du harcèlement et des agressions à l’encontre du personnel. 

#### Liste des ghettos
En 2014, la population du quartier de Gellerupparken répondait aux cinq critères de la liste des ghettos établie par les autorités danoises : 80% des résidents étaient des migrants ou des descendants de migrants originaires de pays non occidentaux, 52,3% étaient au chômage, 4,76% avaient un casier judiciaire. De plus, parmi les personnes âgées de 30 à 59 ans, 57,1% n’avaient qu’un niveau d’éducation primaire. Lors de la mise à jour de la liste en 2017, Gellerup répondait à quatre des cinq critères. 
Face au déclin urbain observé en 2018, une décision gouvernementale a conduit à la démolition de neuf bâtiments, faisant partie d’un ensemble de logements sociaux comprenant 600 appartements. Cette mesure a contraint les résidents à déménager. En lieu et place des anciens bâtiments, de nouvelles habitations et des immeubles commerciaux ont été érigés. 

#### Régénération
En 2007, un plan d’aménagement global, connu sous le nom de “Masterplan” (en danois : Helhedsplanen), a été lancé dans le but de renverser la tendance à la dégradation sociale. Ce plan a pour objectif d’améliorer la qualité de vie dans la région. Il a été budgétisé à plus de 452 millions de couronnes (soit entre 75 et 80 millions de dollars), et 432,6 millions ont été dépensés en 2012,. Le projet ambitionne de transformer Gellerupparken et Toveshøj, actuellement considérés comme des zones résidentielles défavorisées, en quartiers urbains attrayants.
Le projet a suscité une controverse, en particulier en ce qui concerne la démolition de bâtiments résidentiels et le sentiment d’un manque de participation des résidents directement concernés. Cela s’est manifesté par plusieurs manifestations publiques et par des critiques émanant de la Coopérative de Logement de Brabrand ,,,. 

## Transport
Gellerup bénéficie d’une position stratégique en matière de transport, étant situé juste à l’ouest du périphérique Ring 2 et traversé par l’autoroute Silkeborgvej. Cette localisation facilite grandement l’accès au quartier[réf. nécessaire].

## Lectures complémentaires
- Kjeldgaard, Soren; Søren Kjeldgaard, A new generation Gellerup (lire en ligne [archive]) Livre de photographie (2010)